# 金特·马里奇尼格
金特·马里奇尼格（德語：Günther Maritschnigg，1933年11月7日—2013年1月22日），德国男子摔跤运动员。他曾代表德国联队参加1960年夏季奥林匹克运动会摔跤比赛，获得男子古典式73公斤级银牌。